# Чайка Андрій Іванович
Андрій Іванович Чайка (нар. 4 вересня 1969) — радянський та український футболіст, півзахисник.

## Життєпис
Вихованець запорізького «Металурга». Розпочав кар'єру в черкаському «Дніпрі», у 1987 році провів п'ять матчів, відзначився одним голом у першості Української РСР, у 1988-1989 роках в другій лізі зіграв 40 матчів, відзначився одним голом. 1991 рік провів у чемпіонаті Білоруської РСР в складі «Шахтаря» (Солігорськ), у 1992-1993 роках зіграв за клуб 45 матчів, відзначився одним голом у чемпіонаті Білорусії. На початку сезону 1993/94 років зіграв п'ять матчів у чемпіонаті України за «Металург» (Запоріжжя), потім провів один матч у другій лізі за одними даними за «Медіту» (Донецьк), за іншими — за «Металург» (Костянтинівка). Потім виступав у складі клубу «Хемлон» (Гуменне) в чемпіонаті Словаччини. У сезоні 1994/95 років провів дев'ять матчів у чемпіонаті Молдови за «Олімпію» (Бєльці). Футбольну кар'єру завершив 1996 року в третьоліговому російському клубі «Фабус».